# 卡爾卡斯卡鎮區 (密歇根州)
卡爾卡斯卡鎮區（英語：Kalkaska Township）是位於美國密歇根州卡爾卡斯卡縣的一個行政鎮區。

## 地方資料
卡爾卡斯卡鎮區的面積為184.50平方千米，當中陸地面積為182.50平方千米，而水域面積為2.00平方千米。根據2020年美國人口普查的數據，當地共有人口5027人，而人口密度為每平方千米27.25人。